# Kalkkrassing
Kalkkrassing (Erucastrum supinum) är en korsblommig växtart som först beskrevs av Carl von Linné, och fick sitt nu gällande namn av Al-shehbaz och S.I. Warwick. Enligt Catalogue of Life ingår Kalkkrassing i släktet kålsenaper och familjen korsblommiga växter, men enligt Dyntaxa är tillhörigheten istället släktet kålsenaper och familjen korsblommiga växter. IUCN kategoriserar arten globalt som livskraftig. Artens livsmiljö är jordbrukslandskap, stadsmiljö. Inga underarter finns listade i Catalogue of Life.